# Opendoor
Opendoor Technologies Inc. — онлайн-компания, занимающаяся покупкой и продажей жилой недвижимости. Штаб-квартира компании находится в Сан-Франциско. Компания покупает жилье через онлайн-процесс, ремонтирует купленную недвижимость и повторно выставляет её на продажу. Предоставляет услуги по финансированию покупки жилья. По состоянию на ноябрь 2021 года компания работает на 44 рынках США.

## История
Компания была основана в марте 2014 года предпринимателями Китом Рабуа, Эриком Ву и Джей Ди Росс, ныне генеральный партнер Atomic. После привлечения венчурного капитала в размере 9,95 млн долларов под руководством Khosla Ventures в мае 2014 года компания начала свою деятельность. В 2018 году Opendoor привлекла финансирование в размере 400 млн долларов от SoftBank Group Vision Fund. В 2019 году компания привлекла 300 млн долларов в рамках раунда финансирования под руководством General Atlantic. В то время оценка предприятия составляла 3,8 миллиарда долларов.
В августе 2019 года Opendoor запустила ипотечные услуги через Opendoor Home Loans, собственный ипотечный бизнес. В сентябре 2019 года она приобрела национальную компанию по защите прав собственности и условного депонирования OS National, что позволило интегрировать право собственности, условное депонирование и услуги по закрытию сделок в рамках своих бизнес-предложений.
В начале 2020 года Opendoor расширила услуги на большее количество городов в партнерстве с Redfin. Позже компания уволила 600 сотрудников, что составляло 35 % её команды, частично из-за влияния на бизнес COVID-19. В марте Opendoor объявила, что приостановит покупку жилья во время пандемии COVID-19 из соображений безопасности своих клиентов. Компания возобновила свою деятельность в мае 2020 года, представив бесконтактную платформу, помогающую людям покупать и продавать дома в цифровом виде.
27 апреля 2020 года Social Capital Hedosophia Holdings Corp II, специализированная компания по приобретению, которой руководит Чамат Палихапития, начала торги на Нью-Йоркской фондовой бирже.
15 сентября 2020 года Social Capital Hedosophia Holdings Corp II объявила о намерении слиться с Opendoor. Сделка оценила Opendoor в 4,8 миллиарда долларов.
17 декабря 2020 года акционеры Social Capital Hedosophia Holdings Corp II одобрили слияние. 21 декабря 2020 года слияние было завершено. Компания начала торговаться на фондовой бирже NASDAQ под новым названием Opendoor.
1 августа 2022 года Федеральная торговая комиссия сообщила, что Opendoor согласилась выплатить компенсацию в размере 62 миллионов долларов по обвинениям во введении в заблуждение потенциальных продавцов жилья в своих маркетинговых кампаниях.

## Бизнес-модель
Владельцам недвижимости предлагают продать свою недвижимость на онлайн-платформе. Когда предложение принимается, Opendoor покупает недвижимость как есть, взимая комиссию, сравнимую с комиссионными агента по недвижимости.
Затем Opendoor производит необходимый ремонт, прежде чем повторно выставить недвижимость на продажу. Следуя этому процессу, компания известна как «iBuyer» в сфере недвижимости.